# The Eagle Has Landed (album)
The Eagle Has Landed è il primo album dal vivo dei Saxon.

## Il disco
Registrato durante la tournée di Denim and Leather, vide l'entrata alla batteria di Nigel Glockler al posto di Pete Gill, infortunatosi ad una mano tre giorni prima dell'inizio del tour. Le registrazioni non vennero effettuate in un'unica serata, ma in più date in giro per l'Europa.

## Tracce
1. Motorcycle Man – 4:21
2. 747 (Strangers in the Night) – 4:37
3. Princess of the Night – 4:22
4. Strong Arm of the Law – 4:38
5. Heavy Metal Thunder – 4:19
6. 20,000 FT – 3:18
7. Wheels of Steel – 8:51
8. Never Surrender – 3:56
9. Fire in the Sky – 2:40
10. Machine Gun – 3:49

- Canzoni scritte da Byford/Quinn/Oliver/Dawson/Gill.

## Formazione
- Biff Byford - voce
- Graham Oliver - chitarra
- Paul Quinn - chitarra
- Steve Dawson - basso
- Nigel Glockler - batteria